# Breda Mod. 35
La Breda Mod. 35 è una bomba a mano in dotazione al Regio Esercito durante la seconda guerra mondiale.

## Descrizione
Entrata in servizio nel 1935, la Breda Mod. 35, insieme alla SRCM Mod. 35 ed alla OTO Mod. 35 rappresentavano la nuova generazione di bombe a mano con le quali il Regio Esercito affrontò la seconda guerra mondiale.
È una bomba a mano di tipo offensivo, costituita da un corpo bomba di alluminio di forma cilindrica con le due estremità tronco-coniche, verniciato di rosso, è caricato con 63 grammi di tritolo-binitronaftalina che al momento dell'esplosione proietta schegge in un raggio di 10 metri.

## Tecnica
L'arma è costituita da un involucro esterno cilindrico con le estremità troncoconiche, delle quali quella inferiore filettata ed avvitata. L'involucro è di alluminio e contiene la carica di 63 grammi di tritolo binitronaftalina. Il congegno di scoppio è costituito dal portacarica, dal portadetonatore e cassula e dal portaspillo. Dispone di tre sicurezze, una ordinaria costituita da una linguetta di gomma collegata ad una lamina a due branche, ed una sicurezza automatica costituita da cuffia, traversino e nastro d'ottone ritardatore.
Al momento dell'utilizzo si sfila la sicurezza ordinaria; avvenuto il lancio, la cuffia si rovescia provocando lo svolgimento del nastro ritardatore, trascinando infine il traversino di sicurezza. In questo momento la bomba  è pronta ad esplodere non appena l'urto con il suolo vince la resistenza della molla antagonista (terza sicurezza) e causa l'avanzamento dello spillo che colpisce la cassula, innescando l'esplosione.

## Versioni
- "da guerra": corpo di colore rosso.
- "inerte": brunita.
- "a carica ridotta da esercitazione": bianca con riga rossa.
- Breda Mod. 40: differiva dal Mod. 35 per la carica di scoppio che è costituita da esplosivo autarchico a base di nitrato d'ammonio che, essendo molto igroscopico, è contenuto in un portacarica a tenuta stagna[1].
- Breda Mod. 40: (da non confondere con la precedente) è costituita da una normale Mod. 35 con la parte superiore del corpo bomba che si prolunga in un manico di legno o bachelite, nello stile delle bombe tedesche. La lunghezza totale dell'ordigno passa quindi a 241 mm. La cuffia della sicura è sostituita da una cucchiaia che al momento del rilascio dell'impugnatura, viene svincolata da una molla e si sgancia in volo. Il corpo bomba infine è in acciaio invece che in alluminio. Da questa versione fu sviluppata la Breda Mod. 42 controcarro.

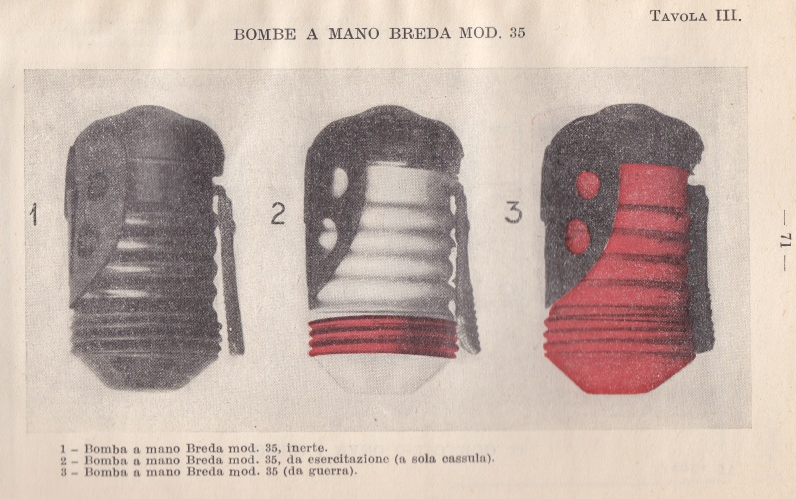
Tavola tratta dal manuale da campo del Regio Esercito